# Galapagosreuzenschildpad
De galapagosreuzenschildpad, galapagosschildpad of olifantschildpad (Chelonoidis niger s.l., synoniem Chelonoidis elephantopus) is een schildpad uit de familie der landschildpadden (Testudinidae).
De schildpad komt voor op de Galapagoseilanden en is de grootste op het land levende schildpad. Het is ook een van de bekendste soorten schildpadden ter wereld. Niet alleen inspireerde de galapagosreuzenschildpad Charles Darwin mede tot zijn selectietheorie, ook zijn enkele vertegenwoordigers van deze soort erg bekend geworden. Van de schildpad worden veertien ondersoorten erkend, waarvan er enkele zijn uitgestorven en een aantal staan te boek als ernstig bedreigd. 

## Naamgeving en taxonomie

### Nomenclatuur
De eerste wetenschappelijke naam die aan de galapagosreuzenschildpad werd gegeven was Testudo californiana Quoy & Gaimard, 1824. Nog in hetzelfde jaar echter, kwam het reisverslag uit van de tocht waarbij de soort was ontdekt, en waarin dezelfde auteurs deze een andere naam gaven: Testudo nigra. Deze naam betekent letterlijk 'zwarte schildpad'. De auteurs meldden zelf geen reden voor het geven van een nomen novum, maar de eerste naam is in ieder geval nooit in gebruik geraakt en wordt nu beschouwd als een nomen oblitum (vergeten naam). In 1827 publiceerde Richard Harlan de naam Testudo elephantopus voor de soort, en die naam raakte wel algemeen in gebruik, tot Peter Charles Howard Pritchard in 1984 ontdekte dat het gebruik van de soortnaam nigra door de eerdere publicatiedatum prioriteit had boven elephantopus, dat gereduceerd tot een junior synoniem. Geheel los hiervan werd in 1889 door Georg Baur ook nog de naam Testudo galapagoensis gepubliceerd, maar deze naam is nooit in zwang geraakt.
Bij een latere revisie van het geslacht Testudo werd de soort in het geslacht Geochelone geplaatst, meer bepaald in het ondergeslacht Chelonoidis. In 1990 werd dat ondergeslacht opgewaardeerd tot een zelfstandig geslacht, en ontstond de combinatie Chelonoidis nigra. In 2014 werd bepaald dat de geslachtsnaam Chelonoidis mannelijk is en dat de soortnaam derhalve als niger geschreven dient te worden.
De soort komt dus onder nogal wat verschillende namen voor in de literatuur. 

### Soortstatus
Traditioneel werd de galapagosreuzenschildpad lange tijd beschouwd als één soort met een waaier van ondersoorten, maar sinds de eeuwwisseling is veel moleculair-genetisch onderzoek verricht waaruit deze ondersoorten als aparte soorten worden opgevat. Zowel de IUCN als het Integrated Taxonomic Information System (ITIS) gaan daarom uit van verschillende soorten reuzenschildpadden op de diverse Galapagoseilanden. 
Onderzoek uit 2021 heeft echter beargumenteerd dat de divergentie tussen de verschillende populaties schildpadden overschat is en dat dat de galapagosreuzenschildpad daarom alsnog beter als één soort met verschillende ondersoorten kan worden gezien. Deze visie is overgenomen door de Turtle Taxonomy Working Group en de Reptile Database. 
Ook over de precieze indeling van de galapagosreuzenschildpad in (onder)soorten is na DNA-onderzoek debat ontstaan. Benavides et al. (2011) - die uitgaan van verschillende soorten - noemen de soort op vulkaan Darwin Chelonoidis microphyes en de soort op de vulkaan Alcedo C. vandenburghi. Verder wordt de soort C. ephippium ook op Santa Cruz vermeld en gebruikt men voor de uitgestorven soort van het eiland Floreana de naam C. elephantopus.

### Ondersoorten
Uitgaande van een enkele soort Chelonoidis niger worden van de galapagosreuzenschildpad ongeveer veertien ondersoorten onderscheiden waarvan er twee zijn uitgestorven: de nominaat en Chelonoidis niger abingdonii. Van deze laatste ondersoort was een exemplaar met de naam eenzame George lange tijd de enige overblijvende vertegenwoordiger, totdat het dier op 24 juni 2012 stierf. Een exemplaar genaamd Harriet van de ondersoort Chelonoidis niger porteri wist een leeftijd te bereiken van ongeveer 176 jaar. Ook bekend was het exemplaar Diego van de ondersoort Chelonoidis niger hoodensis, die tussen 1933 en 1977 in een dierentuin verbleef, daarna verhuisde naar een fokcentrum op de Galapagoseilanden en in 2020 werd losgelaten in het wild op het eiland waar hij vandaan kwam. 
| Naam                           | Auteur                  | Verspreiding          | Beschermingsstatus |
| ------------------------------ | ----------------------- | --------------------- | ------------------ |
| Chelonoidis niger abingdonii   | Günther, 1877           | Pinta                 |                    |
| Chelonoidis niger becki        | Rothschild, 1901        | Isabela               |                    |
| Chelonoidis niger chathamensis | Vandenburgh, 1907       | San Cristóbal         |                    |
| Chelonoidis niger darwini      | Vandenburgh, 1907       | San Salvador          |                    |
| Chelonoidis niger donfaustoi   | Poulakakis et al., 2015 | Pinzón                |                    |
| Chelonoidis niger duncanensis  | Pritchard, 1996         | Pinzón                |                    |
| Chelonoidis niger guntheri     | Bauer, 1889             | Isabela               |                    |
| Chelonoidis niger hoodensis    | Vandenburgh, 1907       | Española              |                    |
| Chelonoidis niger microphyes   | Günther, 1847           | Isabela               |                    |
| Chelonoidis niger niger        | Quoy & Gaimard, 1824    | zuidwestelijk Isabela |                    |
| Chelonoidis niger phantasticus | Vandenburgh, 1907       | Fernandina            |                    |
| Chelonoidis niger porteri      | Rothschild, 1903        | Isabela               |                    |
| Chelonoidis niger vandenburghi | De Sola, 1930           | Isabela               |                    |
| Chelonoidis niger vicina       | Günther, 1874           | Isabela               |                    |

## Verspreiding en habitat
De galapagosreuzenschildpad  komt endemisch voor in Ecuador en dan uitsluitend op de Galapagoseilanden. De galapagosreuzenschildpad  leeft in verschillende biotopen: van met bomen of met cactussen begroeide plaatsen tot meer open landschappen. De habitat bestaat uit zowel open graslanden en dichte struiken.

## Uiterlijke kenmerken

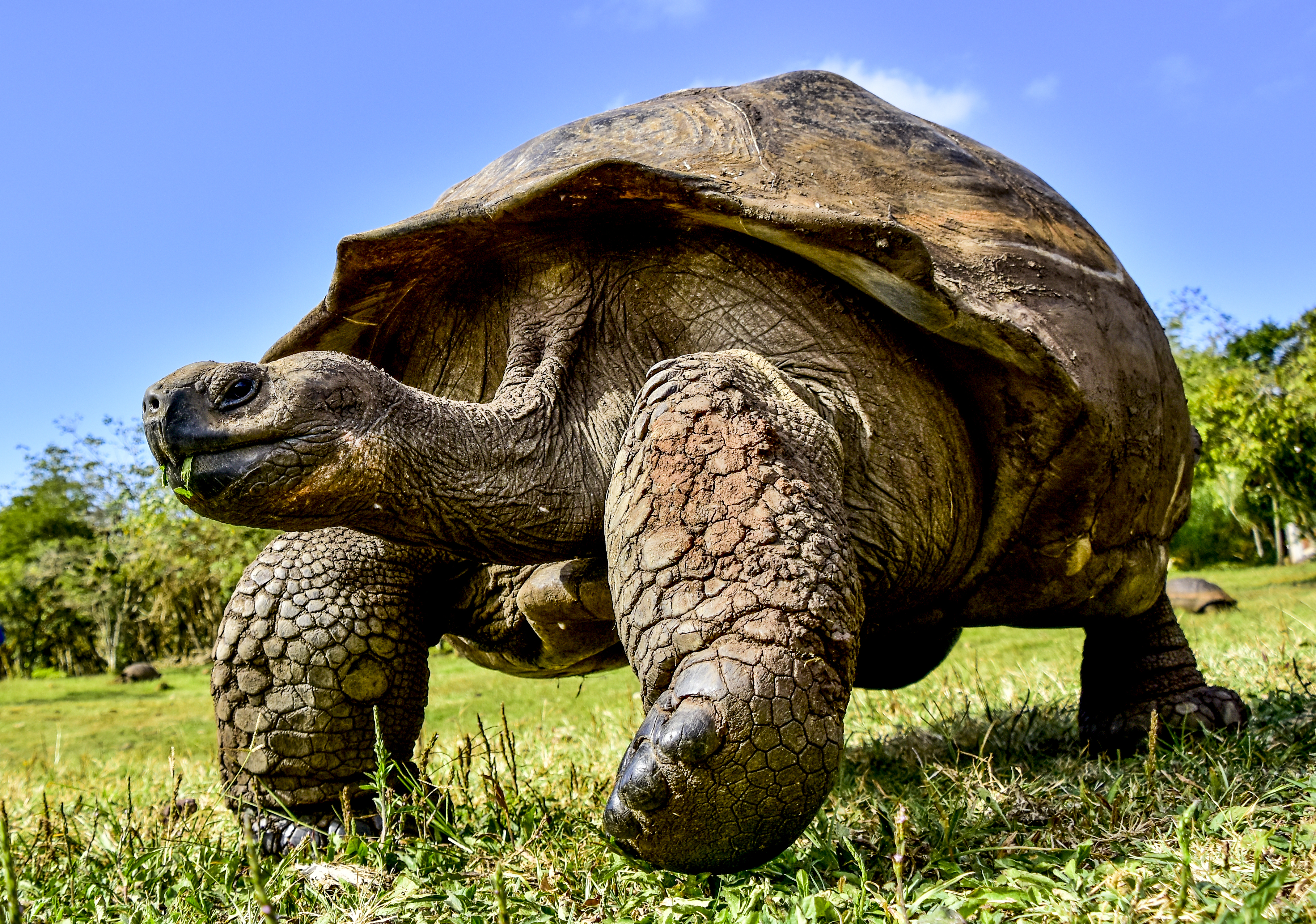
Exemplaren van de ondersoort Chelonoidis niger porteri.

De galapagosreuzenschildpad is een grote soort die ook erg zwaar kan worden. De schildpad heeft een groene tot grijze kleur, en relatief lange nek en dito poten. De galapagosreuzenschildpad kan een schildlengte bereiken tot 1,2 meter, maar inclusief de nek en staart kan de schildpad ruim anderhalve meter lang worden. De dieren kunnen een gewicht bereiken van meer dan 180 kilo. In gevangenschap kan een gewicht worden bereikt van 400 kg en op het eiland Santa Cruz zijn exemplaren van 300 kg aangetroffen.
De kop is vrij klein en heeft een stompe voorzijde, de schildpad heeft een duidelijk snavelachtige bek. Een nuchaalschild ontbreekt. Voor de ogen zijn gepaarde prefrontale schubben gelegen. Het rugschild of carapax is groen van kleur en heeft een zadelachtige vorm. Oudere exemplaren krijgen een sterk koepelvormig rugschild. De poten en de kop kunnen bij oudere exemplaren niet in het schild worden teruggetrokken. De kleur van de poten en staart is net als de kop grijs tot zwart. De poten en de staart dragen vergrote schubben. Het buikschild heeft een zwarte kleur. De plastronformule is als volgt: abd > hum > fem > an >< gul > pect.
De mannetjes worden groter dan de vrouwtjes en hebben een langere en dikkere staart. Mannetjes bezitten daarnaast een hol buikschild en een gele kleur aan de wangen en keel.

## Levenswijze

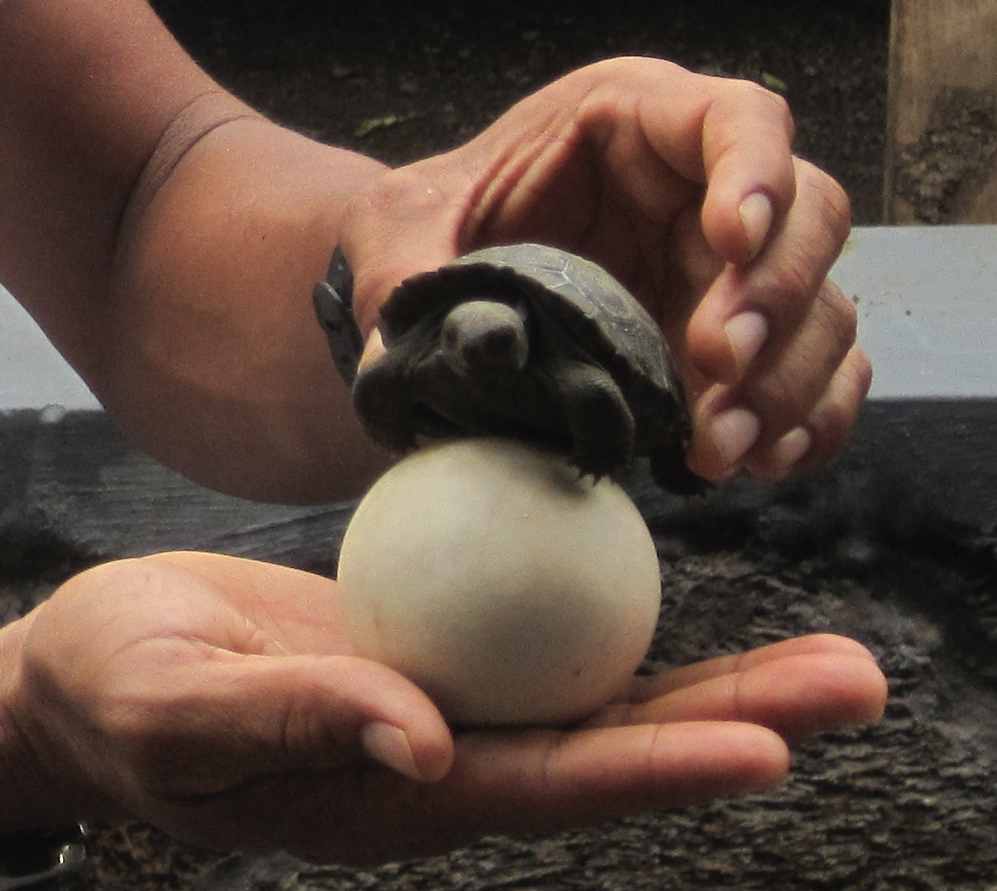
Een juveniel en een ei van een onbekende ondersoort.

Zeer jonge exemplaren eten weleens insecten en aas, maar na een paar jaar worden ze volledig vegetarisch. Vanaf dat moment worden alleen plantendelen gegeten, zoals bloemen, bessen en vruchten. Oudere dieren leven voornamelijk van grassen en cactussen uit het geslacht Opuntia. De vruchten van het plantengeslacht Psidium worden mogelijk door de schildpad verspreidt. De galapagosreuzenschildpad staat erom bekend een grote hoeveelheid water op te kunnen slaan waardoor het dier een lange en droge zomer kan doorstaan.
De schildpad is overdag op het land te vinden, al etend en zonnebadend, maar zocht 's nachts een modderpoel op waar overnacht wordt. In de modder blijft de schildpad warm, waarschijnlijk speelt dit ook voor de digestie een rol. Ook overdag wordt weleens in de modder gebaad, waarschijnlijk om van parasieten af te komen.
In de voortplantingstijd zijn mannetjes agressief tegen elkaar en vallen elkaar aan. Bij de paring ruikt het mannetje aan het vrouwtje en strekt zijn nek en staart helemaal uit. Tijdens de copulatie maakt het mannetje grommende geluiden. De nesten worden van juli tot december gegraven in open streken die in vol zonlicht gelegen zijn. De nesten zijn ongeveer 16,5 tot 30 centimeter diep en hebben een fles-vorm. De eieren zijn bijna rond van vorm en hebben een diameter van ongeveer 56 bij 63 millimeter. Ze zijn wit van kleur en hebben een broze schaal. 
Als de jonge dieren uit het ei komen hebben ze al direct een vrij koepelvormig schild met een ruw oppervlak. Ze zijn ongeveer zes centimeter lang en hebben een patroon van lichtere ringen om de rugschilden.

## Bedreiging en bescherming

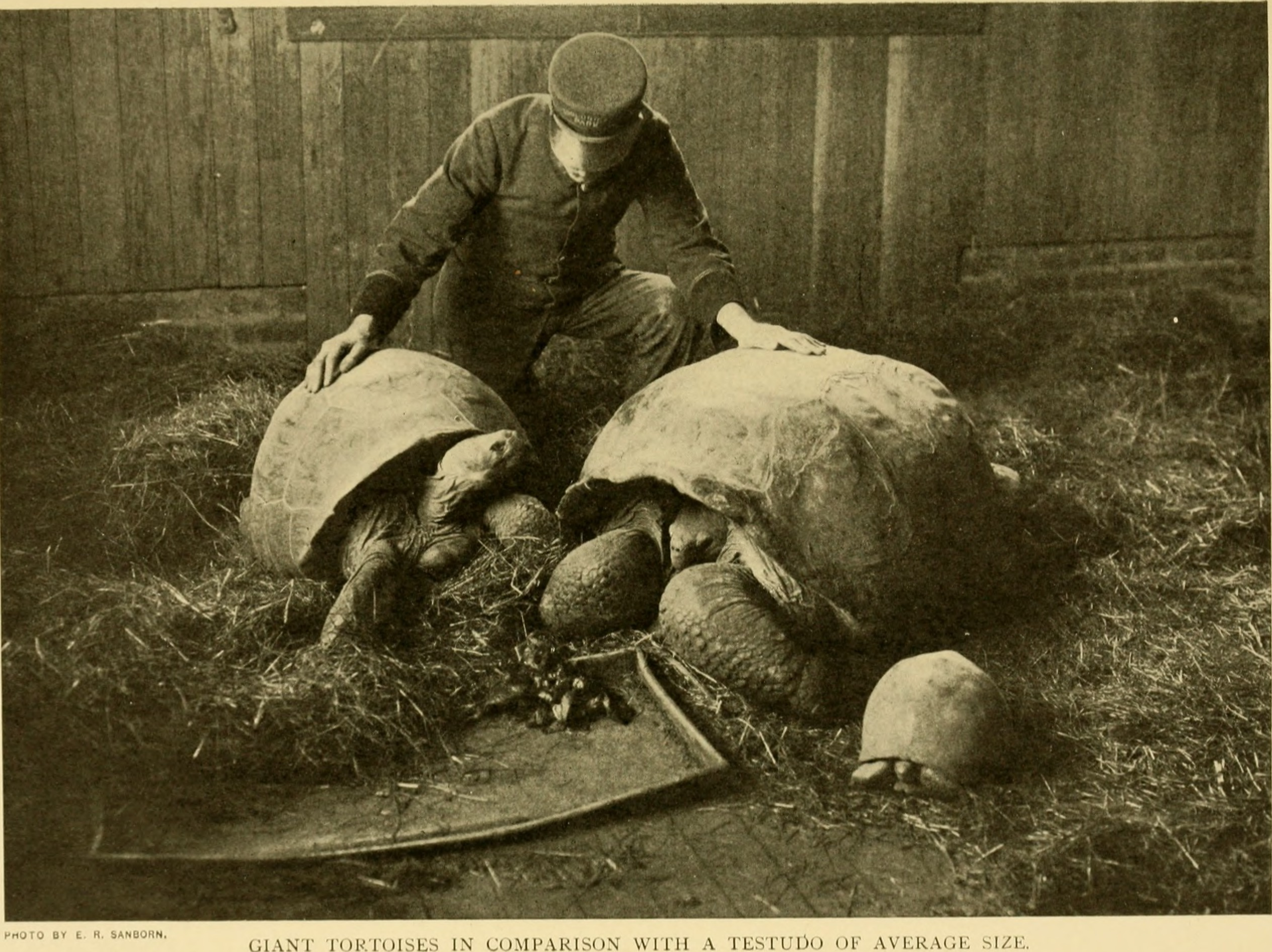
De schildpad werd in aantal gedecimeerd door toedoen van de mens. Hier enkele in gevangenschap gehouden dieren.

De galapagosreuzenschildpad kwam vroeger in enorme aantallen voor, men kon door op de rugschilden van de dieren te lopen behoorlijke afstanden afleggen zonder de grond te raken. Dat veranderde toen in 1535 zeevaarders zoals walvisvaarders en piraten de eilanden en de schildpadden ontdekten. De schildpadden konden wel een jaar zonder water en voedsel, en werden meegenomen op zeereizen als langdurige voedselbron. De dieren werden in enorme aantallen aan boord van schepen gebracht als bron voor voedsel en water. Later werd ook ontdekt dat uit de eieren en het vlees van de dieren olie kon worden geperst. Dit kwam de walvisvaarders goed uit, omdat de walvissen steeds zeldzamer werden. Binnen een tijdbestek van drie decennia werden volgens de scheepslogboeken meer dan 200.000 exemplaren aan boord gebracht. Sinds de ontdekking van de eilanden zijn er naar schatting ongeveer 10 miljoen dieren omgebracht.
In 1829 werd een nederzetting gebouwd die later werd omgevormd tot een strafkolonie. Rond dezelfde tijd werden door de mens geiten uitgezet op de Galapagoseilanden, die de meeste planten opaten, waarna er voor de schildpadden te weinig overbleef. Ook varkens en honden werden aan land gebracht en verwilderden. Rond 1832 brachten de schepen onbedoeld huismuizen en zwarte ratten mee, die de eieren en de jonge schildpadjes opvraten. De geiten zijn op de meeste eilanden uitgeroeid; de ratten laten zich veel moeilijker vangen en vormen nog steeds een probleem. Het Charles Darwin Research Station op Santa Cruz, Galapagos, Ecuador doet zowel onderzoek naar effectieve manieren om ratten uit te roeien, als onderzoek naar het behoud van de reuzenschildpadden op de Galapagoseilanden.